# Divina Galica
Divina Galica (n. 13 august 1944) este o sportivă engleză ce a fost un pilot de Formula 1 în Campionatul Mondial în 1976 și 1978. A participat de asemenea la Jocurile Olimpice de iarnă din 1964 la probele de coborâre și slalom.